# Muchtar Muchtarov
Muchtar Muchtarov (kazašsky Мұхтар Бадірханұлы Мұхтаров, Muchtar Badirchanuly Muchtarov; * 6. ledna 1986, Lenkoran, Ázerbájdžánská SSR, SSSR) je kazašský fotbalový obránce a bývalý reprezentant s tureckými kořeny, momentálně hráč klubu Ordabasy Šymkent.

## Reprezentační kariéra
V A-mužstvu reprezentace Kazachstánu debutoval 24. 12. 2006 v Bangkoku na turnaji King's Cup proti Singapuru (remíza 0:0).